# Canadian Brass
Canadian Brass je žesťový kvintet, který roku 1970 založili přátelé Chuck Daellenbach a Gene Watts. Repertoár má Canadian Brass velice široký, hrají upravená díla od renesančních a barokních mistrů, dixieland, jazz ale i populární písně a standardy. Tento kvintet od svého založení vydal desítky hudebních nosičů a na svých koncertních turné procestoval celý svět . Skupina je také zajímavá tím, že členové vystupují v černých oblecích a bílých teniskách .

## Současní členové
- Chuck Daellenbach, tuba (1970-)
- Keith Dyrda, trombón (2010-)
- Eric Reed, lesní roh (2010-)
- Brandon Ridenour, trubka (2006-)
- Chris Coletti, trubka (2009-)

## Dřívější členové
- Jeff Nelsen, lesní roh (2000–2004, 2007—2010)
- Ryan Anthony, trubka (2000-2003)
- Jeroen Berwaerts, trubka
- Joe Burgstaller, trubka (2001-2004, 2006-2009)
- Chris Cooper, lesní roh (1998-2000)
- Justin Emerich, trubka (2005-2006)
- Marty Hackleman, lesní roh (1983-1986)
- Stuart Laughton, trubka (1970-1971, 2003-2005)
- Manon Lafrance, trubka
- Jens Lindemann, trubka (1996-2001)
- Fred Mills, trubka (1972-1996)
- David Ohanian, lesní roh(1986-1998)
- Graeme Page, lesní roh (1970-1983)
- Ron Romm, trubka (1971-2000)
- Bernhard Scully, lesní roh (2005-2007)
- Gene Watts, trombón (1970-2010)

## Diskografie
- Make We Joy (1973)
- Royal Fanfare (1973)
- A Touch of Brass
- Canadian Brass in Paris (1973)
- Rag-Ma-Tazz (1974)
- Canadian Brass: Pachelbel to Joplin (1974)
- Unexplored Territory (1977)
- Canadian Brass Plus Organ (1977)
- Toccata, Fugues & Other Diversions (1977)
- Canadian Brass Encore (1977)
- Mostly Fats; Fats Waller's Greatest Hits (1979)
- Pachelbel's Canon & Other Great Baroque Hits (1980)
- Christmas with the Canadian Brass (1981)
- The Village Band (1981)
- Champions (1983)
- Canadian Brass Greatest Hits (1983)
- High, Bright, Light and Clear (1983)
- Ain't Misbehavin' and Other Fats Waller Hits (1984)
- Brass in Berlin (1984)
- Canadian Brass Live! (1984)
- A Canadian Brass Christmas (1985)
- Vivaldi: The Four Seasons (1986)
- Basin Street (1987)
- Strike Up the Band — Canadian Brass Plays Gershwin (1987)
- Bach: The Art of Fugue (1988)
- The Mozart Album (1988)
- Canadian Brass More Greatest Hits (1988)
- Best of the Canadian Brass (1989)
- Gabrieli/Monteverdi: Antiphonal Music (1990)
- English Renaissance Music (1990)
- Super Hits
- The Christmas Album (1990)
- Beethoven Fifth Symphony & Overtures (1991)
- Red, White & Brass: Made in the USA (1991)
- The Essential Canadian Brass (1991)
- Red Hot Jazz: The Dixieland Album (1992)
- Wagner for Brass (1992)
- Rejoice! with Brass and Voice (1993)
- An Evening of Brass Theater (1994)
- Brass on Broadway (1994)
- Gabrieli for Brass (1994)
- Noel (1994)
- Bolero & Other Great Melodies (1995)
- Brass Busters (1995)
- Fireworks: Baroque Brass Favorites (1995)
- Go for Baroque! (1995)
- Ragtime (1995)
- Renaissance Men (1995)
- Swingtime! (1995)
- Brass Theater II with Star of Indiana (1995)
- Brass Theater III with Star of Indiana (1996)
- Canadian Brass Plays Bernstein (1996)
- The Canadian Brass Live in Germany (1997)
- Christmas Experiment (1997)
- All You Need is Love (1998)
- A Christmas Gloria (1999)
- Take the "A" Train (1999)
- Celebration (1999)
- Bach Goldberg Variations (2001)
- Canadian Brass — CBC Radio Years (2001)
- Holidays with Canadian Brass (2002)
- Sacred Brass (2002)
- Amazing Brass (2002)
- Sweet Songs of Christmas (2002)
- A Holiday Tradition (2003)
- Magic Horn (2004)
- Joyful Sounds (2005)
- People of Faith (2006)
- Wedding Essentials (2006)
- Concert Band Essentials (2007)
- Christmas Tradition (2007)
- Bach (2008)
- Legends (2008)
- Manhattan Music (2008)
- Echo — Glory of Gabrieli (2009)
- Swing That Music — A Tribute to Louis Armstrong (2009)

## Video a DVD
- Canadian Brass Live (1986)
- The Canadian Brass Masterclass (1989)
- The Canadian Brass Spectacular (1989)
- On Stage at Wolftrap (1990)
- Home Movies (1991)
- Strings, Winds, and All That Brass (1992)
- The Canadian Brass Live in Germany (1994)
- Christmas Experiment (1998)
- A Christmas Gloria (1999)
- Bootleg Canadian Brass — Authorized Version (2002)
- Three Nights with Canadian Brass (2003)
- Inside Brass (2003)